# Arie Kampman
Arie Abraham (Ary) Kampman (Dordrecht, 6 juli 1911 – Bemelen, 23 september 1977) was een Nederlandse wetenschapper in de studies van het Oude Nabije Oosten, organisator en leraar.

## Leven en werk
Kampman werd geboren in Dordrecht op 6 juli 1911. Na het gymnasium in zijn geboorteplaats schreef hij zich in 1931 in als student geschiedenis en archeologie van het Nabije Oosten aan de Rijksuniversiteit Leiden. Hij studeerde geschiedenis bij prof. A.W. Byvanck en assyriologie bij prof. F.M.Th. Böhl en volgde colleges van Johan Huizinga en Herman Colenbrander. Hij studeerde korte tijd in Heidelberg, Praag en Istanboel. Op 12 december 1945 promoveerde Kampman bij prof. Böhl. 
In 1937 en 1950 nam hij deel aan opgravingen in Boğazköy, Turkije (het antieke Hattusa, hoofdstad van de Hettieten).
Tijdens zijn studietijd richtte hij samen met enkele medestudenten het Vooraziatisch-Egyptisch Genootschap "Ex Oriente Lux" op. Van de oprichting in 1933 tot 1974 was hij secretaris-penningmeester van de vereniging.
Eén van de doelstellingen van Ex Oriente Lux (EOL) was het oprichten van een wetenschappelijk instituut voor onderzoek naar het Oude Nabije Oosten. In 1939 stichtte Kampman samen met de Leidse hoogleraren Frans Böhl (assyriologie) en Adriaan de Buck (egyptologie) het Nederlands Instituut voor het Nabije Oosten (NINO). De twee hoogleraren werden beide directeur van het instituut, Kampman werd conservator-bibliothecaris. Dit hield in dat hij verantwoordelijk was voor de administratie, praktische organisatie van activiteiten en acquisitie voor de bibliotheek. Daarnaast werd hij ook verantwoordelijk voor de publicaties van het instituut.
Als zelfstandig instituut (sterk gelieerd aan de Rijksuniversiteit Leiden, maar onafhankelijk bestuurd), kon het NINO tijdens de Tweede Wereldoorlog veel activiteiten voortzetten, terwijl de universiteiten gesloten waren. EOL organiseerde lezingen en cursussen, en de bibliotheek van het NINO bleef open. Daarnaast regelde Kampman o.a. brandstof voor de verwarming van het instituut en papier voor de publicaties (beide werden steeds schaarser onder de Duitse bezetting).
In 1942 richtten Kampman en Byvanck de Leidse Historische Kring op, een genootschap van 19 leden (vooral hoogleraren van de Leidse universiteit) dat voorzag in de behoefte aan contact tussen Leidse historici op wetenschappelijk niveau. 
Naast zijn werk voor het NINO, waarvan hij in 1955 directeur werd, was hij leraar geschiedenis op twee middelbare scholen in Schiedam: de Rijks H.B.S. (1948-1957) en het Stedelijk Gymnasium (1951-1976).
In 1958 opende het NINO een dochterinstituut in Istanbul, het Nederlands Historisch-Archaeologisch Instituut in Istanbul (NHAI). Ook dit instituut kreeg een eigen publicatieserie, waarvoor Kampman verantwoordelijk was, en later een tijdschrift. In de periode 1964-1972 fungeerde Kampman als directeur van het NHAI; hij verbleef enkele maanden per jaar in Istanbul. Hier gaf hij vanaf 1965 ook college aan de universiteit over geschiedenis van de Turks-Nederlandse betrekkingen en Nederlandse kunstgeschiedenis.
Kampman werd door de minister van OKW gevraagd om mee te werken aan de totstandkoming van een cultureel akkoord tussen Nederland en Iran dat in mei 1959 gesloten werd, tijdens het staatsbezoek van de sjah van Iran aan Nederland. Eerder dat jaar was het Genootschap Nederland-Iran opgericht; Kampman was vice-voorzitter (later voorzitter) en hoofdredacteur van het door het genootschap jaarlijks uitgegeven tijdschrift Persica (vanaf 1964). 
Kampman maakte vele reizen – voor studie, als reisleider in het Midden-Oosten (m.n. Turkije, Iran) en als begeleider van de jaarlijkse schoolreis naar Italië. Hij gaf lezingen en was betrokken bij de publicaties van de verschillende genootschappen die hij had opgericht. Hij stond op de school waar hij les gaf bekend als een leraar die de leerlingen wist te boeien en hen tot goede studieresultaten stimuleerde. Zijn wetenschappelijke interesses betroffen zowel het oude Nabije Oosten als de kruistochten en kruisvaardersburchten.

### Privéleven
Kampman was getrouwd met Anneliese Hofmeister (1913-2006) van 1936 tot 1950. Uit het huwelijk werden twee dochters geboren. In 1950 trouwde Kampman met Lucia M.A. Dankelman (1918-1996); het echtpaar had één dochter.

## Publicaties
- "Schets der Hethietische Geschiedenis en Beschaving", in Jaarbericht Ex Oriente Lux 6 (1939), pp. 177-201.
- "Archieven en bibliotheken in het Nabije Oosten", in Handelingen van het 6de Wetenschappelijk Vlaamsch Congres voor Boek- en Bibliotheekwezen. Gent, 31 maart 1940 (Schoten-Antwerpen: Lombaerts, 1942).
- De historische beteekenis der Hethietische vestingbouwkunde. Proefschrift 1945; gepubliceerd in Kernmomenten der Antieke Beschaving (MVEOL 7, 1947), pp. 75-144.
- "Van kruisridders en kooplieden: de Nederlanders en de Levant van A.D. 1200-1720", in Jaarbericht Ex Oriente Lux 12 (1951-1952), pp. 121-162.
- Klein-Azië: Archaeologie der hethietische rijken 1950-1953. Leiden: E.J. Brill, 1954.
- "Kruisridderburchten in het Midden-Oosten", in Varia Historica. Aangeboden aan Prof. Dr. A.W. Byvanck t.g.v. zijn zeventigste verjaardag door de Historische Kring te Leiden I (Assen: Van Gorcum, 1954), 129-149.
- met C.H.C. Flugi van Aspermont: De Johanniter-Orde in het Heilige Land (1100-1292): een boek voor Johanniter- en Maltezer ridders en liefhebbers van geschiedenis. Assen: Van Gorcum, 1957.
- Het Midden-Oosten: centrum der wereld (Phoenix pockets; 18). Zeist: De Haan; Antwerpen: Standaard Boekhandel, 1959.
- (ed.): 7000 jaar Perzische kunst. Catalogus Haags Gemeentemuseum, 1962.
- met R. van Luttervelt (eds.): Herdenkingstentoonstelling 350 jaar Nederland-Turkije, 1612-1962. Catalogus Rijksmuseum (Amsterdam), 1962.
- "Zwei Bildwerke aus dem hethitischen Imperium in Leiden", in Bulletin Antieke Beschaving 39 (1964), pp. 55-56.
- met J.P.M. van der Ploeg (eds.): Compte rendu de l'onzième rencontre assyriologique internationale organisée à Leiden du 23 au 29 juin 1962. Leiden: NINO, 1964.
- "Nederlands-Perzische betrekkingen in de Gouden Eeuw, Nederlandse kooplieden en kunstenaars te Isfahan", in Persica 5 (1970-1971), pp. 5-14.
- met M.A. Beek, C. Nijland, J. Ryckmans (eds.): Symbolae biblicae et Mesopotamicae Francisco Mario Theodoro de Liagre Böhl dedicatae (Studia Scholten; 4). Leiden: E.J. Brill, 1973.
- artikelen in tijdschriften en encyclopedieën

## Lidmaatschappen en onderscheidingen
- Officier in de Orde van Oranje-Nassau (1958)
- Officier in de Orde van de Perzische Kroon

- Vakdispuut Robert Fruin (mede-oprichter, 1932)[1]
- Ex Oriente Lux (mede-oprichter, secretaris-penningmeester, 1933; erelid, 1973)
- Vereeniging tot Bevordering van de Kennis van de Antieke Beschaving (penningmeester, 1941-1976; erelid, 1976)
- Leidse Historische Kring (mede-oprichter, secretaris, 1942)
- Genootschap Nederland-Iran (mede-oprichter, vice-voorzitter 1959, voorzitter 1963)

- Maatschappij der Nederlandse Letterkunde (lid)
- Provinciaal Utrechts Genootschap van Kunsten en Wetenschappen (lid)
- Historisch Genootschap Utrecht (lid)
- Deutsches Archäologisches Institut, Berlijn (corresponderend lid)
- Institut international des châteaux historiques (corresponderend lid)
- The Medieval Academy of America (lid)
- Touring and Automobile Club of Turkey (erelid)
- Nederlandse Vereniging Istanbul (erelid)

- Biografisch Portaal: 78419727
- Digitale Bibliotheek voor de Nederlandse Letteren: kamp017
- Gemeinsame Normdatei: 140254978
- International Standard Name Identifier: 0000 0000 6294 8404
- Nederlandse Thesaurus van Auteursnamen: 07197797X
- Système universitaire de documentation: 232867690
- Virtual International Authority File: 88656185
- WorldCat: E39PBJbtjQXWhttcbRvmttB9Dq